# Choco ontvoerd
Choco ontvoerd is het 72ste stripverhaal van Jommeke. De reeks wordt getekend door striptekenaar Jef Nys.

## Personages
- Jommeke
- Flip
- Filiberke
- Annemieke
- Rozemieke
- Choco
- kleinere rollen : Pedro Tomatos, politie-agenten, ...

## Verhaal
Wanneer de Miekes samen met Choco buiten spelen, merken ze niet dat een man hen bekijkt en vooral in Choco geïnteresseerd is. Enkele dagen wordt er bij de Miekes ingebroken en is Choco verdwenen. Jommeke, Flip en Filiberke gaan op zoek naar Choco, maar vinden geen spoor. Enkele weken later valt Jommekes oog op een krantenbericht over een inbraak in de beveiligde ambassade van Paraguay. Hij is benieuwd en besluit met Flip en Filiberke het ambassadegebouw in de gaten te houden om de inbraak te onderzoeken. Tijdens hun tocht naar de ambassade krijgen ze zonder het te beseffen een lift van de ontvoerder van Choco. Die nacht wordt er opnieuw ingebroken en Flip meent de inbreker op het dak gezien te hebben. De vrienden slagen erin de politie te overtuigen dat zij een spoor hebben, hoewel de politie hen niet echt wil geloven. De volgende nacht wordt er opnieuw ingebroken, maar door de val die de politie opzette, wordt de inbreker gevat. Het blijkt Choco te zijn die onder hypnose staat en via een radiozender gestuurd wordt. Choco moet geheime defensieplannen van Paraguay stelen, iets wat de vrienden net kunnen verijdelen. Flip moet daarna Choco volgen en zo wordt de echte dader gevat. Het blijkt een geheim agent van een ander Zuid-Amerikaans land te zijn, Pedro Tomatos genaamd. De vrienden krijgen een beloning vanuit Paraguay en Choco wordt verenigd met de Miekes.

## Achtergronden bij het verhaal
- In dit verhaal staat Choco centraal, hoewel hij enkel in het begin en op het einde meespeelt. Het is een combinatie van een verhaal waarbij de vrienden op zoek gaan naar iets, deze keer een ontvoerde vriend, en een verhaal waarbij een dief gevat wordt. Deze keer betreft het geen schat, maar geheime documenten.
- De ambassade van Paraguay ligt in de fictieve gemeente Bollegem.
- Het is opvallend dat men voor het verhaal voor een ambassade van een echt land koos. Paraguay was in die tijd een rechtse dictatuur, zoals nog andere Latijns-Amerikaanse landen. Wellicht werd voor dit spionageverhaal daarom voor een van deze landen gekozen.
- De Zuid-Amerikaanse spion spreekt zoals de meeste Spaanstaligen in de reeks het 'Jommekesspaans' met veel '-os' na zijn woorden.